# Anna Catharina Widerberg
Anna ”Anette” Catharina Widerberg, född Widebäck eller Widebeck 1766, död 25 februari 1824 i Hovförsamlingen, Stockholms stad, var en svensk skådespelare och sångerska. Hon var aktiv vid Comediehuset i Göteborg 1782–90.

## Biografi
Widebäck engagerades vid Gemenasiska Sällskapet i Comediehuset i Göteborg inför säsongen 1782–83, och nämndes våren 1783: ”Mamsell Råberg lärer vara ifrån Theatern, men i dess ställe ha wi fått en annan snäll Actrice uti Mamsell Widebeck.”  Hon räknades som en värdefull medlem av ensemblén. Hon var inte bara skådespelare utan också sångare, och det var enligt uppgift tack vare engagemanget av henne och Andreas Widerberg som direktören Johan von Blanc fick möjlighet att lansera opera.
Den franska operetten Anette och Lubin (Annette et Lubin av Jean-François Marmontel) hade premiär i Göteborg samma säsong med henne och Widerberg i huvudrollerna mot Madame de Blanc som greven och Kjell Waltman som landsfiskalen: pjäsen hade spelats i Sverige på franska tidigare, men detta var första gången den spelades på svenska språket. Paret sades senare ha gift sig i samband med denna föreställning. Pjäsen blev en stor succé och kassapjäs.
När Anette och Lubin gavs den 21 oktober 1783 tillkännagavs: ”är Inkomsten af denna piece ärnad af Hr Directeuren til en Brudeskänk åt Hr Widerberg och Mamsell Widebeck, til den åhåga af skickelighet de altid wisat at på Theatern förnöja den Resp. Allmänheten, och förmodar inan sig alltid vid detta tillfälle en talrik samling af Åskådare, för at för framtiden än vidare upmuntra dem.” Paret införde själv en dikt i pressen: 
”Wördade Allmänhet!
Med öma känslor dig at röra
Wår ungdoms första syfte war,
At spelet mer naturligt göra,
Oss kärlek sen förenat har;
Förställning flyr, alt tvang förswinner,
Lubin för sin Anette brinner,
Och hjertat tungans ledswän är;
Lat nu Fiskalen fritt ga stoja,
Kom du och se oss i war koja.
Ack kom. och blif wår skyddsgud där!”
Hon gifte sig med Andreas Widerberg; paret skilde sig 1806. Hon blev mor till bland andra Henriette Widerberg och Fredrik Julius Widerberg. Hon följde med maken till Stockholm när han 1790 fick anställning på Dramaten, men tycks själv inte ha varit yrkesmässigt aktiv därefter.